# Ева Ібботсон
Ева Ібботсон (англ. Eva Ibbotson, до шлюбу Ева Марія Шарлотта Мішель Віснер нім. Eva Maria Charlotte Michelle Wiesner; 21 січня 1925, Відень, Перша австрійська республіка — 20 жовтня 2010, Ньюкасл-апон-Тайн, Велика Британія) — британська письменниця, авторка книг для дітей і підлітків.

## Біографія
Народилася 1925 року у Відні в сім'ї євреїв-атеїстів. Батько письменниці, Бертольд Пауль Віснер, був лікарем, займався лікуванням безпліддя. Його метод використання власної сперми для зачаття, що дав життя таким чином шестистам немовлятам, наразі визнаний не етичним. Мати письменниці, Анна Вільгельміна Гмайнер, була письменницею і драматургинею. Співпрацювала з Бертольтом Брехтом і писала сценарії для фільмів Георга Вільгельма Пабста. Батьки розлучилися 1928 року, коли Ібботсон було три роки. Як вона сама пізніше згадувала, після розлучення батьків у неї було «позанаціональне, складне і вельми цікаве, але і дуже нещасне дитинство, завжди в якомусь поїзді і з бажанням мати будинок». Її батько погодився читати лекції в Единбурзькому університеті. Мати, побоюючись переслідувань з боку нацистів, 1933 року поїхала з нею до Франції, де жила в Парижі. 1934 року емігрувала до Великої Британії і оселилася в Белсайз-парку у графстві Міддлсекс, після чого до неї приїхала донька. Інші члени сім'ї письменниці теж втекли з Відня і приєдналися до них у Великій Британії. Досвід втечі з Відня справив значний вплив на життя і творчість Ібботсон.
Навчалася у школі Дартінгтон-Голл, образ якої пізніше використовувала під назвою Делбертон-Голла у романі «Вир бабок» (2008). Спочатку Ібботсон збиралася стати лікарем і здобула ступінь бакалавра в Бедфорд-коледжі у Лондоні. 1945 року, під час магістратури в Кембриджському університеті, познайомилася зі своїм майбутнім чоловіком, Аланом Ібботсоном. Він був екологом. 1947 року вони побралися і переїхали в Ньюкасл-апон-Тайн, де у них народилося троє синів і донька.
Думка про те, що під час роботи їй доведеться проводити експерименти на тваринах, підштовхнула її до рішення залишити кар'єру науковиці. Ібботсон повернулася до коледжу, який закінчила 1965 року, здобувши педагогічний диплом Даремського університету. У 1960-х роках, перед тим, як почати писати книги, якийсь час вона викладала в школі.
Письменниця пережила чоловіка. Вона померла у своєму будинку в Ньюкаслі-апон-Тайні 20 жовтня 2010 року, напередодні завершивши редакцію своєї останньої книги та розпочавши роботу над новою.

## Творчість
Письменницька кар'єра Ібботсон розпочалася зі створення сценарію телевізійної драми «Лінда прийшла сьогодні» для каналу Television Playhouse, що вийшла в ефір у грудні 1962 року. Її першою книгою англійською мовою, став роман для дітей «Великий примарний порятунок» , опублікований в 1975 видавництвами Макміллан у Великій Британії та Волк у США з ілюстраціями Саймона Стерна і Джуліо Мейстро відповідно.

### Книги для дітей
Написала більше як десяток книг для дітей, зокрема «Яка відьма?», «Таємниця платформи № 13», «Циферблат привида», «Місія Монстр», «Подорож до Річкового моря», «Зірка Казані», «Звірі замку Клаустон» і «Вир бабок». 2001 року за роман «Подорож до Річкового моря» Ібботсон ввшанована книжкової премії Нестле-Смартіс. Письменниця неодноразово входила до списків номінантів на головні Британські книжкові премії, присвячені літературі для дітей. Книги Ібботсон «Яка відьма?» і «Подорож до Річкового моря» перекладені кількома іноземними мовами.
Її твори написані з багатою уявою та почуттям гумору. У більшості з них події розгортаються у чарівному світі з чарівним персонажем. Ібботсон говорила, що їй не подобалося думати про надприродне, і створюючи персонажів, вона хотіла зменшити страх читачів перед такими речами. Деякі книги, зокрема «Подорож до Річкового моря», відбивають любов Ібботсон до природи. Вона написала цю книгу на згадку про покійного чоловіка-еколога. План цього твору письменниця пам'ятала протягом багатьох років. Ще за визнанням самої Ібботсон, їй не подобалася «скнарість і спрага влади», і цими якостями вона часто наділяла негативні персонажі у своїх творах.
Її любов до батьківщини простежується в романах «Зірка Казані», «Пісня літа» і «Чарівні флейти» (яка також під назвою «Неохотна спадкоємиця»). У цих книгах події розгортаються головним чином на тлі австрійської сільської місцевості. У них також виявляється її любов до природи.

### Книги для юнацтва
Ібботсон також створила кілька творів для підлітків і юнацтва. Деякі з них успішно перевидавалися під різними назвами. Письменниця була здивована з того що ці її книги віднесли до літератури для дорослих, оскільки вона писала їх для підлітків. Усього вона написала три такі книги: «Таємна графиня» (видавалася також під назвою «Графиня Нижніх Сходів»), «Лебедине суспільство» та «Чарівні флейти» (видавалася також під назвою «Неохоча спадкоємиця»).
Книги Ібботсон, написані нею після 1992 року, свідчать про відмову письменниці від романтичного фону, властивого її раннім творам для підлітків і юнацтва. Події у двох із них розгортаються у Європі під час Другої світової війни та відображають особистий досвід письменниці. Перший подібний роман «Ранковий дарунок» (1993) став бестселером. У її останньому романі для юнацтва «Пісня літа» (1997) події також розгортаються у роки Другої світової війни.

### Ставлення до плагіату
Критики помітили подібність між «Платформою № 13» у книзі Ібботсон «Таємниця платформи № 13» (1994) і «Платформою 9 і 3/4» у книзі Джоан Роулінг «Гаррі Поттер і філософський камінь» (1997), також розташованої на вокзалі Кінгс-Кросс у Лондоні. Журналістка Аманда Крейг написала про подібність: «Ібботсон, здавалося б, представилася блискуча можливість заявити про плагіат, як наразі Джоан Роулінг судиться з американською письменницею [Ненсі Стоаффер], але на відміну від неї, Ібботсон каже, що хотіла б потиснути їй [Джоан Роулінг] руку. „Я думаю, що всі ми запозичуємо один у одного, як письменники“».

### Твори
Книги для дітей
- The Great Ghost Rescue (1975)
- Which Witch? (1979)
- The Worm & the Toffee Nosed Princess (1983)
- The Haunting of Hiram C. Hopgood (1987); пізніше The Haunting of Hiram (1988) і The Haunting of Granite Falls (2004)
- Not Just a Witch (1989)
- The Secret of Platform 13 (1994)
- Dial-a-Ghost (1996)
- Monster Mission (1999); later, and in the US, Island of the Aunts
- Journey to the River Sea (2001)
- The Star of Kazan (2004)
- The Beasts of Clawstone Castle (2005)
- The Haunting of Hiram (2008)
- The Dragonfly Pool (2008)
- The Ogre of Oglefort (2010)
- One Dog and his Boy (2010)
- The Abominables (Лондон: Marion Lloyd Books, 2012, ISBN 978-1-4071-3297-6), посмертна публікація

Книги для підлітків та юнацтва
- A Countess Below Stairs (1981); пізніше The Secret Countess (2007)
- Magic Flutes (1982); later, The Reluctant Heiress (2009)
- A Glove Shop in Vienna: And Other Stories (1984), збірка
- A Company of Swans (1985)
- Madensky Square (1988)
- The Morning Gift (1993)
- A Song for Summer (1997)

Книги німецькою мовою
- «Різдвяний короп» (нім. Der Weihnachtskarpfen) (1967)
- «Напередодні Різдва» (нім. Am Weihnachtsabend) (1968)
- «Це було написано у зорях» (нім. In den Sternen stand es geschrieben) (1971)

### Нагороди
- «Найкращий романтичний роман року, опублікований в Англії». Премія Асоціації романтичних романістів (1983); роман «Чарівні флейти» (1982).
- Медаль Карнегі. Номінації:

1978 року, роман «Яка відьма?» (1979)
2001 року, роман «Подорож до Річкового моря» (2001)
2005, роман «Зірка Казані» (2004).
- «Найкраща книга позначення». Журнал шкільної бібліотеки (1998); роман «Таємниця платформи № 13» (1994).
- Книжкова премія Нестле-Смартіс:

номінація 1998 року, роман «Таємниця платформи № 13» (1994): переможець 2001 року у номінації «Література для дітей віком 9—11 років»; роман «Подорож до Річкового моря» (2001): срібна медаль 2004 року у номінації «Література для дітей віком 9—11 років»; роман «Зірка Казані» (2004).
- «Вітбредська дитяча книга року», номінація 2001 року; роман «Подорож до Річкового моря» (2001).
- «Приз Ґардіан» за дитячу книгу. Номінації[23][24]:

2001 року, роман «Подорож до Річкового моря» (2001)
2010 року, роман «Огр із Оглфорту» (2010)
2012 року, роман «Огидні» (2012, посмертно).

### Екранізація
- «Лінда прийшла сьогодні» (1962).
- «Великий примарний порятунок» (2011)[27].